# Parc national de Big Bend
Pour les articles homonymes, voir Big Bend.
Ne doit pas être confondu avec Parc d'État de Big Bend Ranch.
Le parc national de Big Bend (Big Bend National Park) est un parc national situé au Texas, aux États-Unis, et créé en 1944. Le nom du parc est dérivé de la grande courbure (big bend) sur le cours du Río Grande, qui constitue la frontière internationale entre le Mexique et les États-Unis sur plus de 1 600 km. Le parc administre approximativement un quart de cette frontière. La superficie du parc est de 3 242 km2 ; c'est la région protégée la plus grande du désert de Chihuahua, connu pour ses espèces de cactus. On exploita dans la région le sulfure de mercure jusque vers 1939.
Il était prévu de faire un parc commun avec le Mexique, mais la partie mexicaine ne fut créée qu'en 1994 sous le nom de zones de protection de la faune et de la flore du Canyon de Santa Elena et des Maderas del Carmen. Le nombre annuel de touristes est d'environ 350 000. Plusieurs villes fantômes se trouvent à l'ouest de Big Bend parmi lesquelles Terlingua, Study Butte, Polvo et Shafter.
Le parc a été reconnu en 1976 réserve de biosphère par l'Unesco.

## Caractéristiques
Le parc comporte 3 divisions naturelles : rivière, désert et montagnes. Le parc couvre 393 km du cours du Rio Grande, incluant le canyon de Santa Elena et le canyon Boquillas. La région est caractérisée par des crevasses, des rochers escarpés et des fissures. Le désert couvre plus de 90 % du territoire avec des falaises et des montagnes. Les Chisos Mountains couvrent 8 % du parc, et culminent à 2 385 mètres au Emory Peak, sommet le plus élevé du parc.

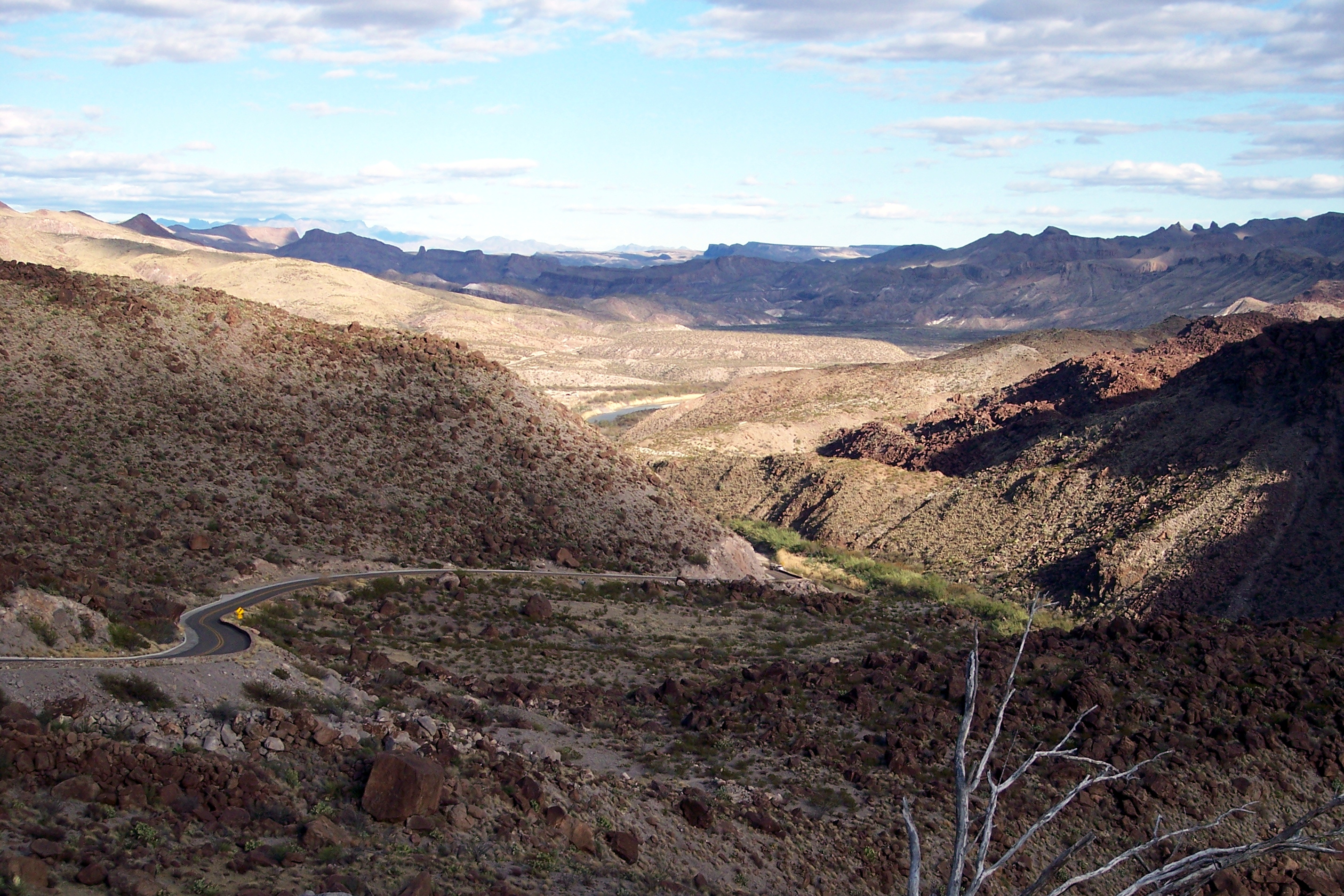
La vallée du Rio Grande dans le parc de Big Bend.
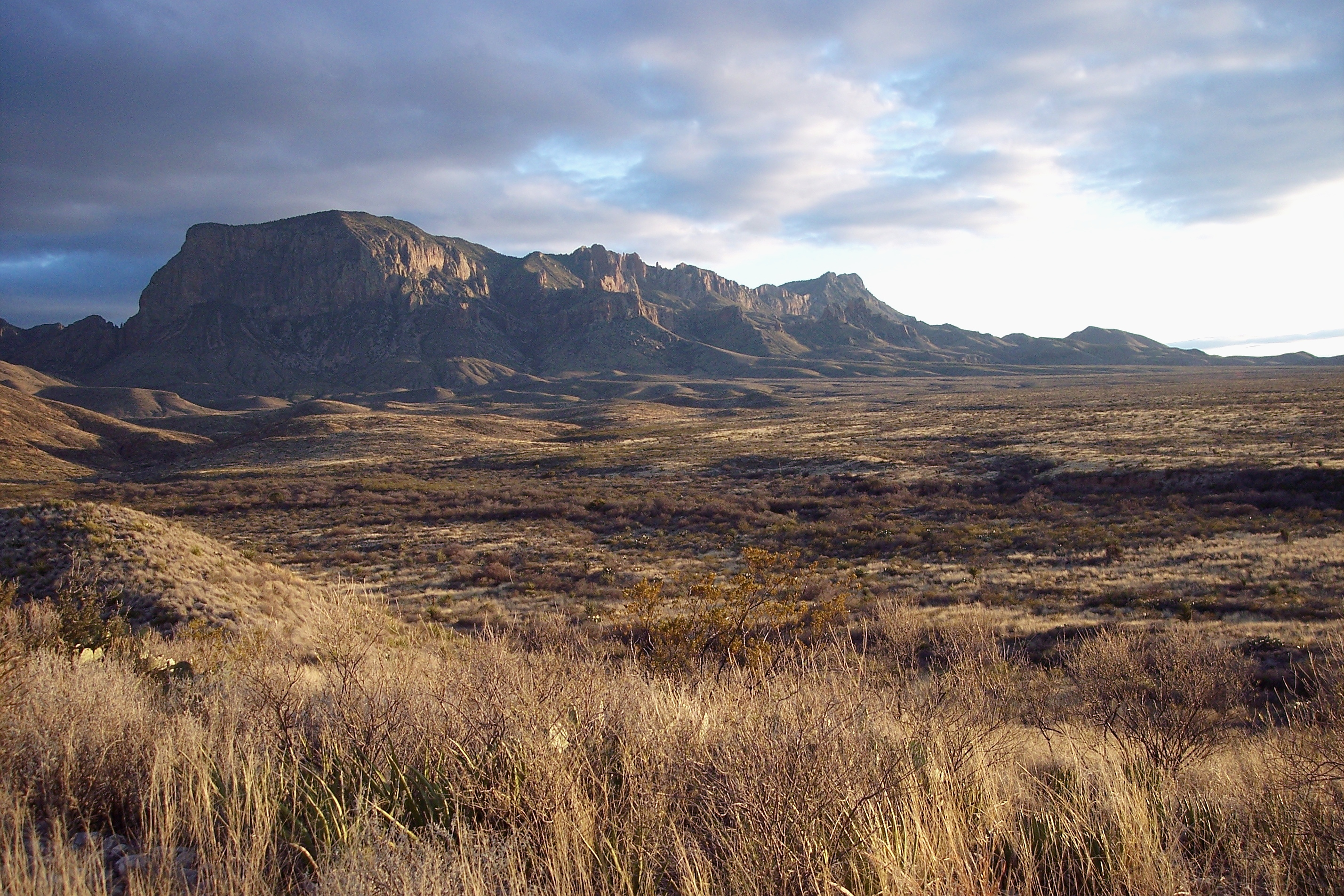
Le désert de Chihuahua dans le parc de Big Bend.
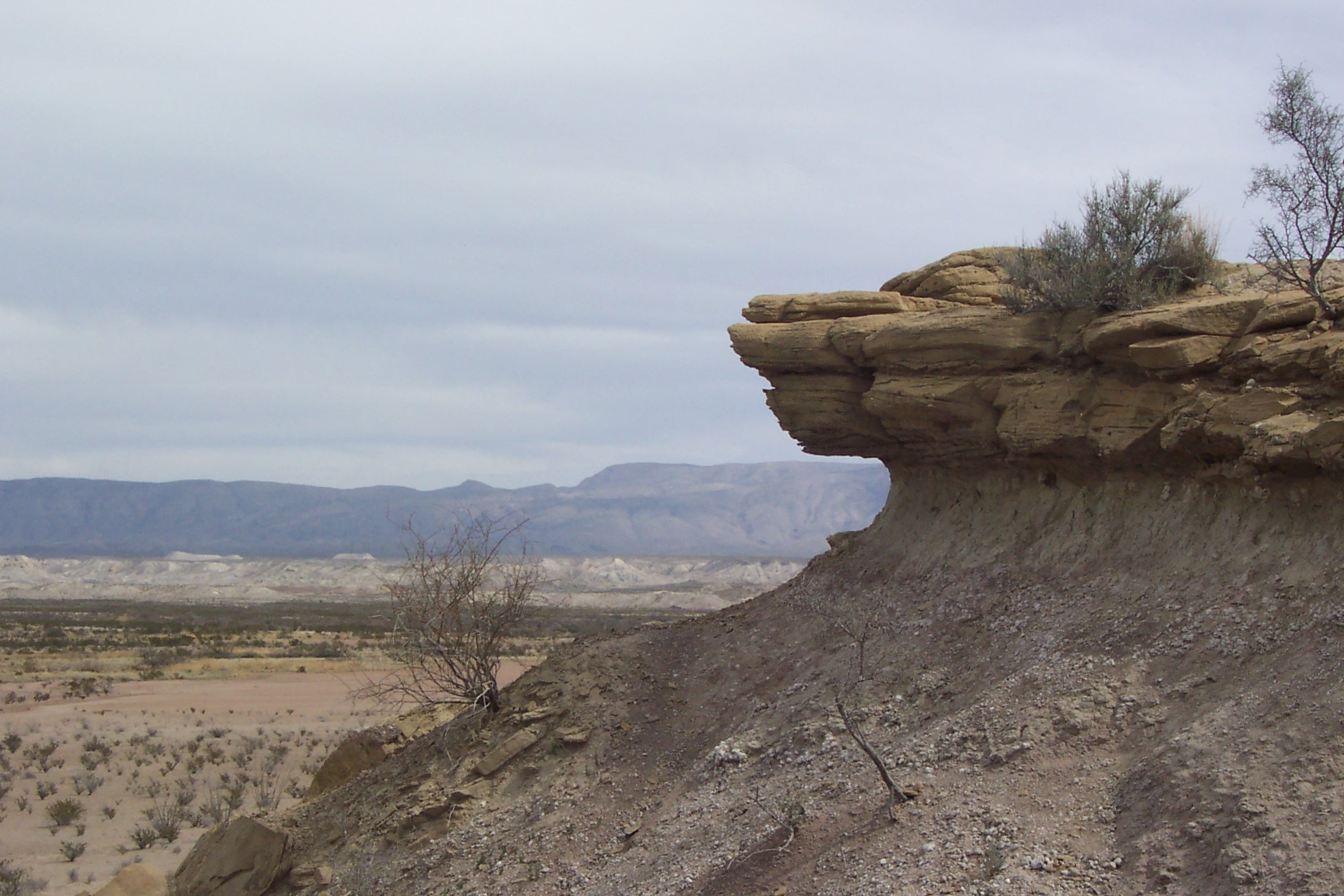
Formation rocheuse dans le désert de Chihuahua.
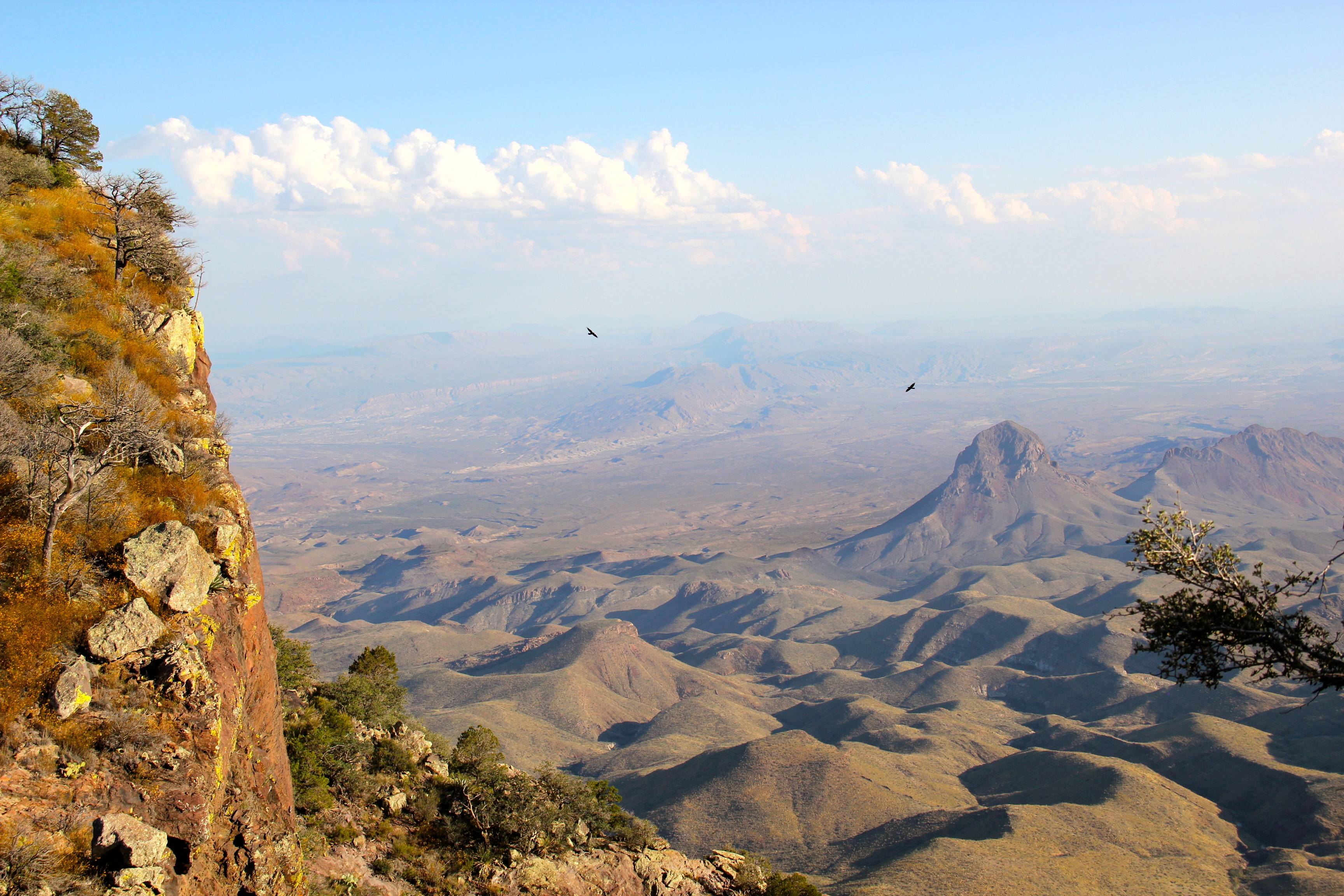
Vue depuis les monts Chisos dans le parc de Big Bend.
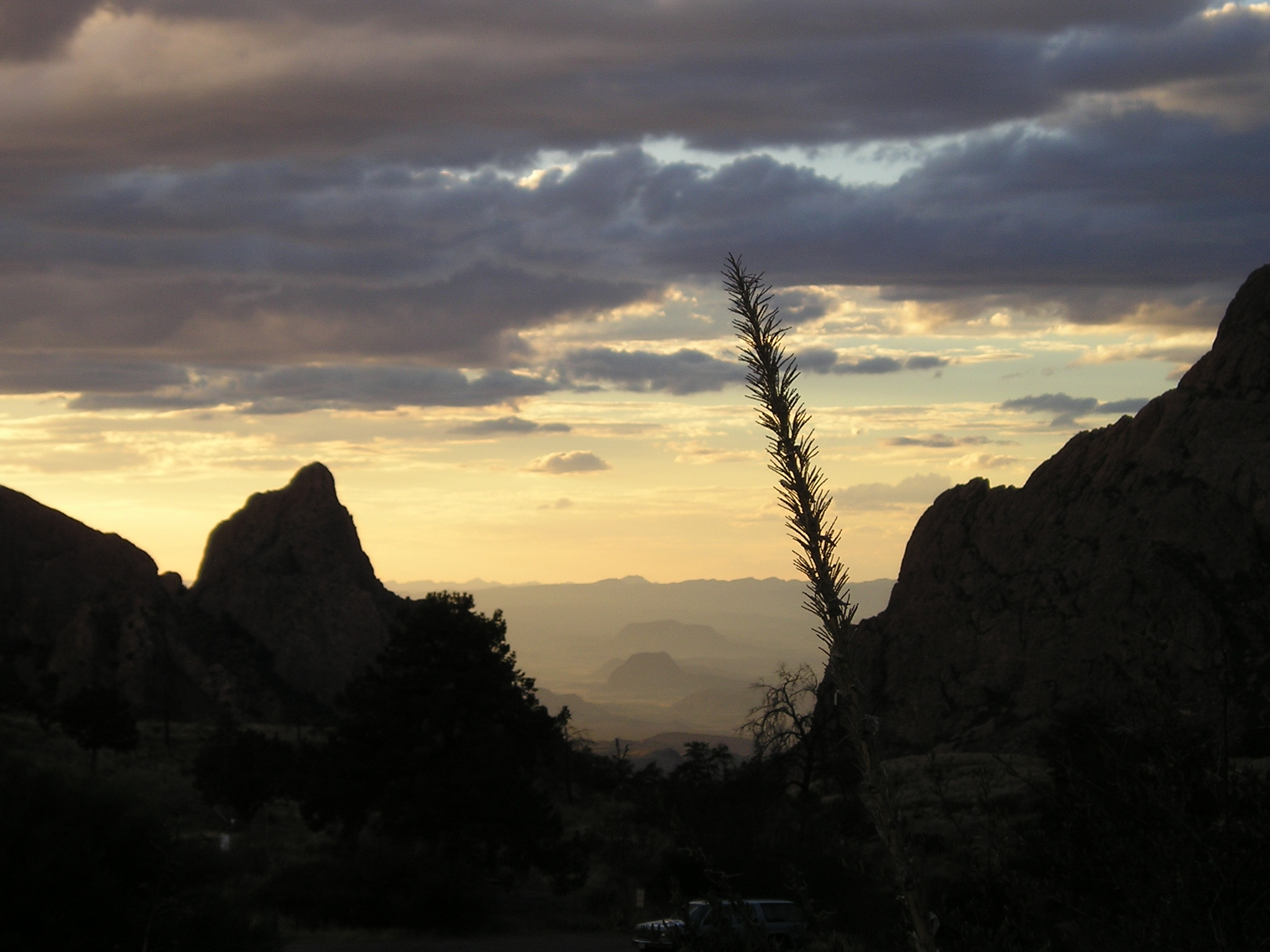
The Window.
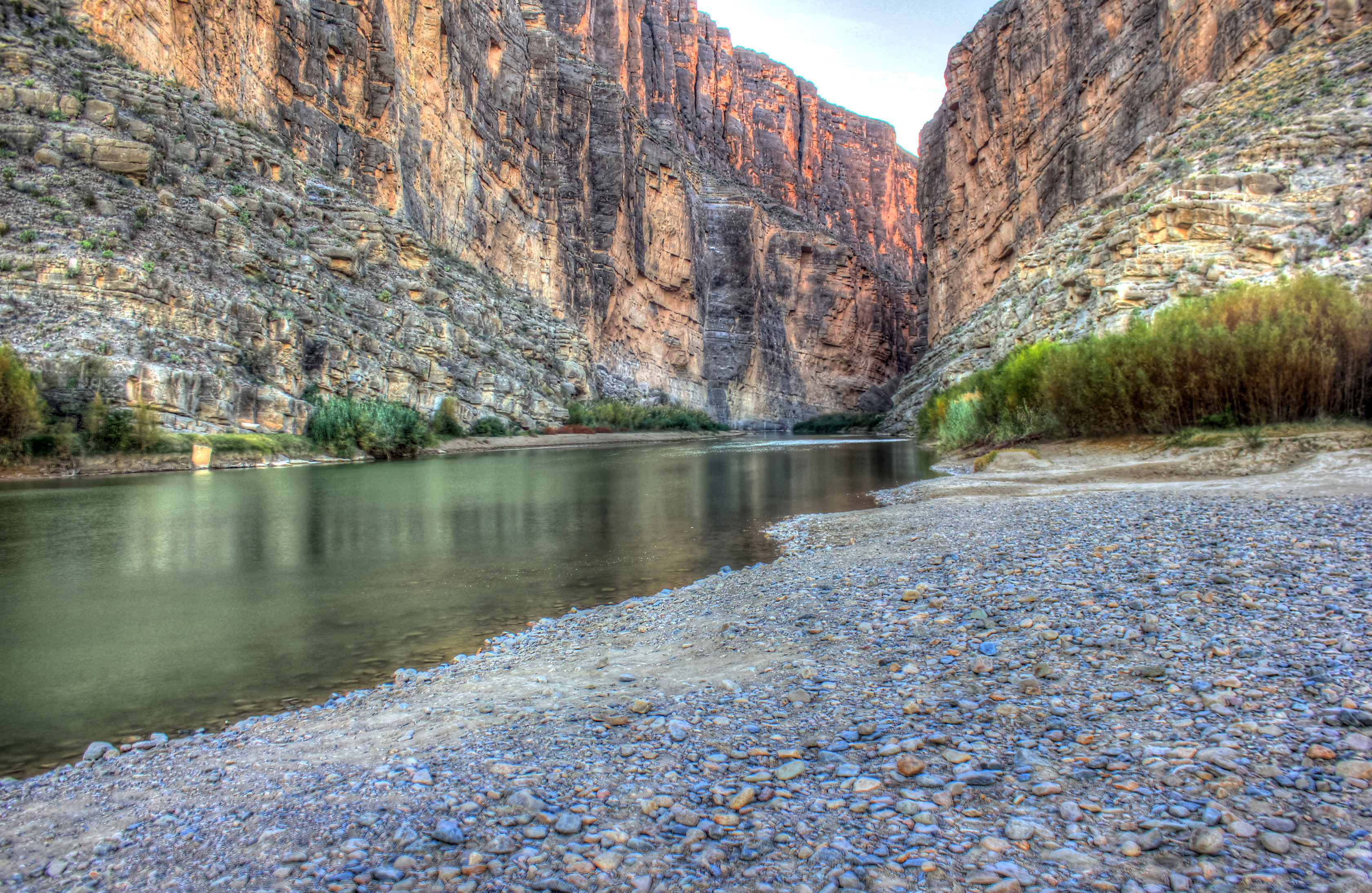
Santa Elena Canyon.
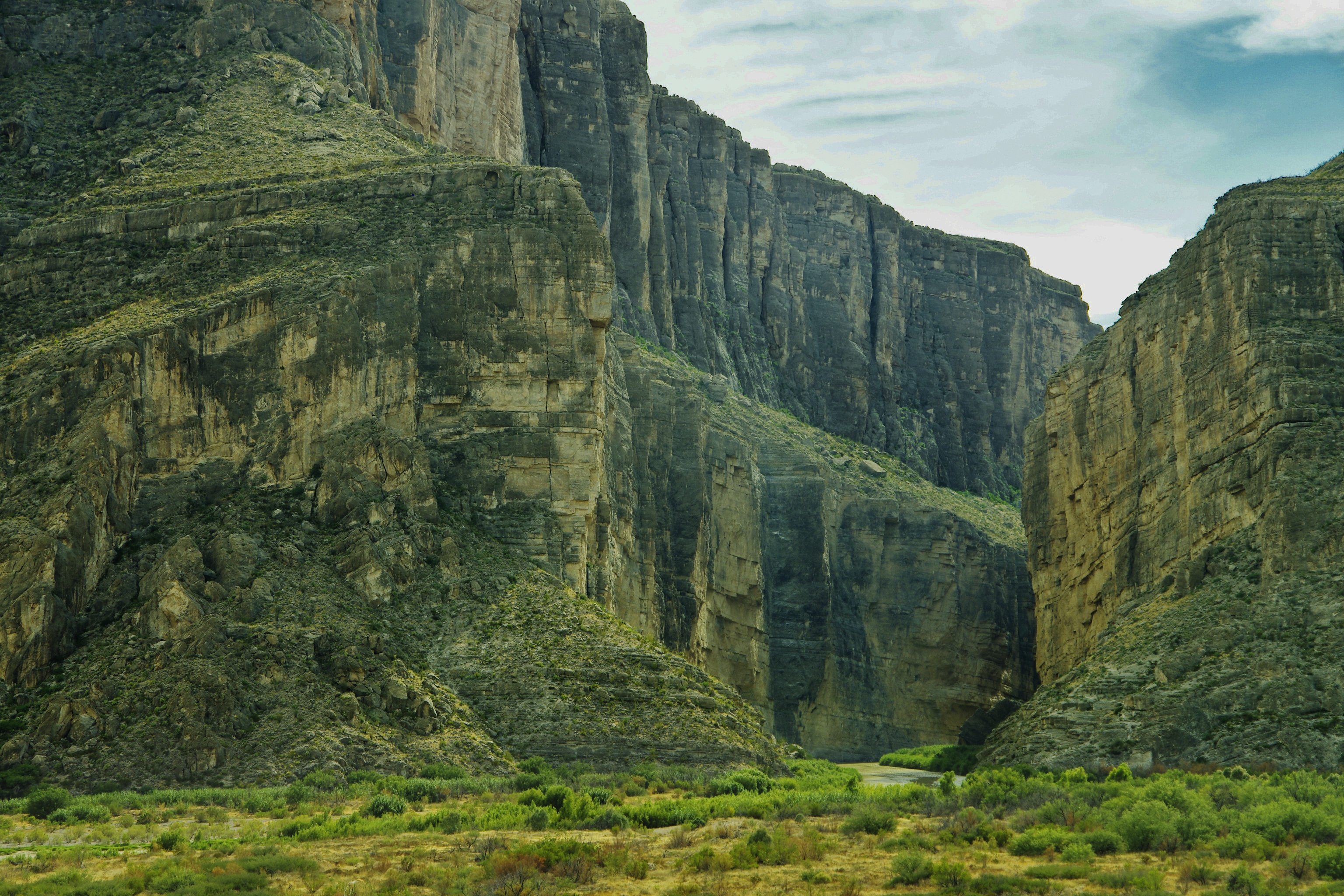
Canyon, Big Bend.
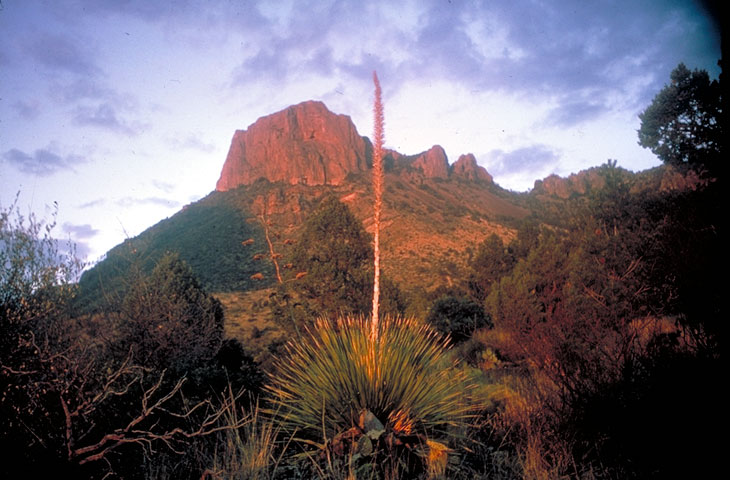
Vue du parc.
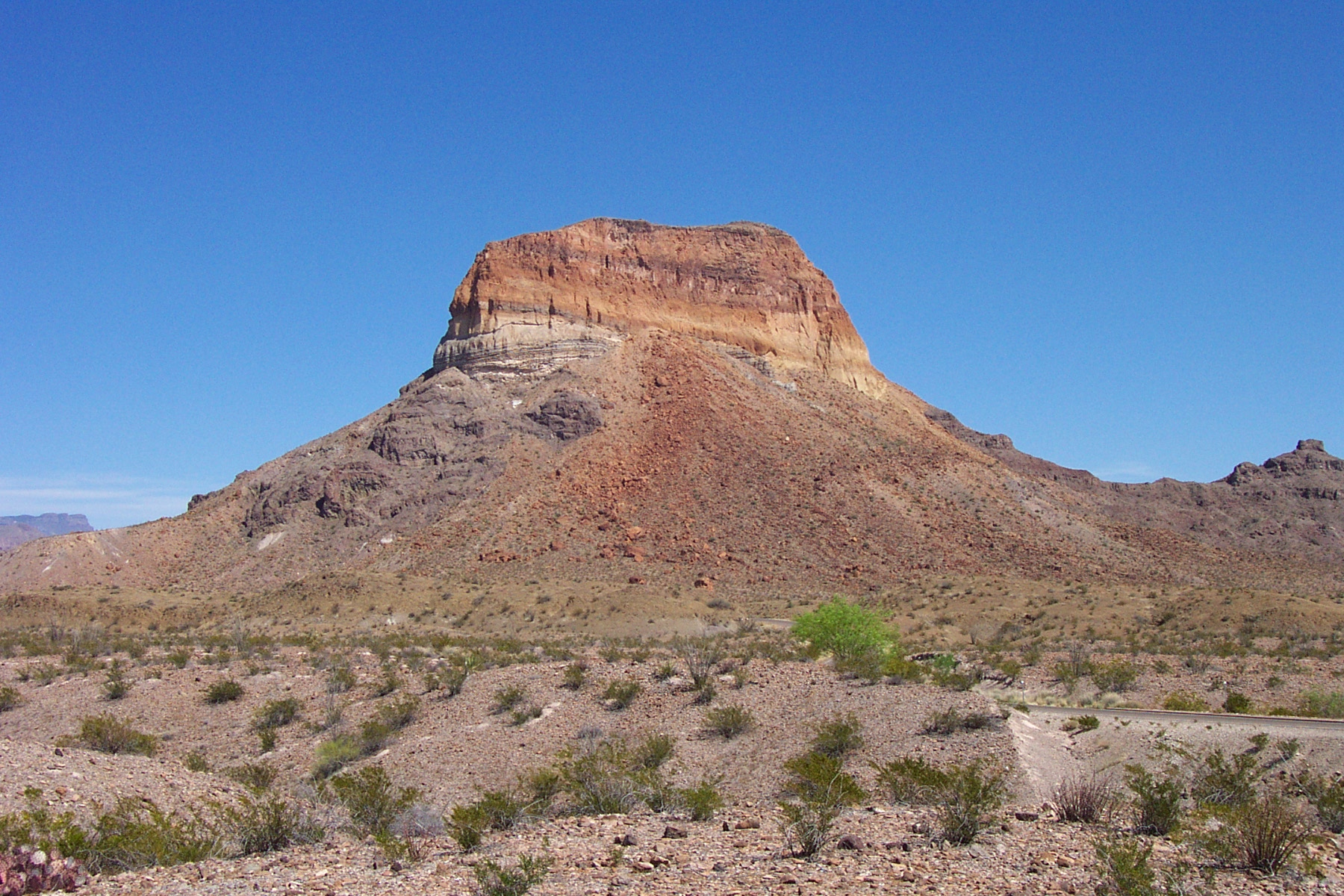
Formation rocheuse.
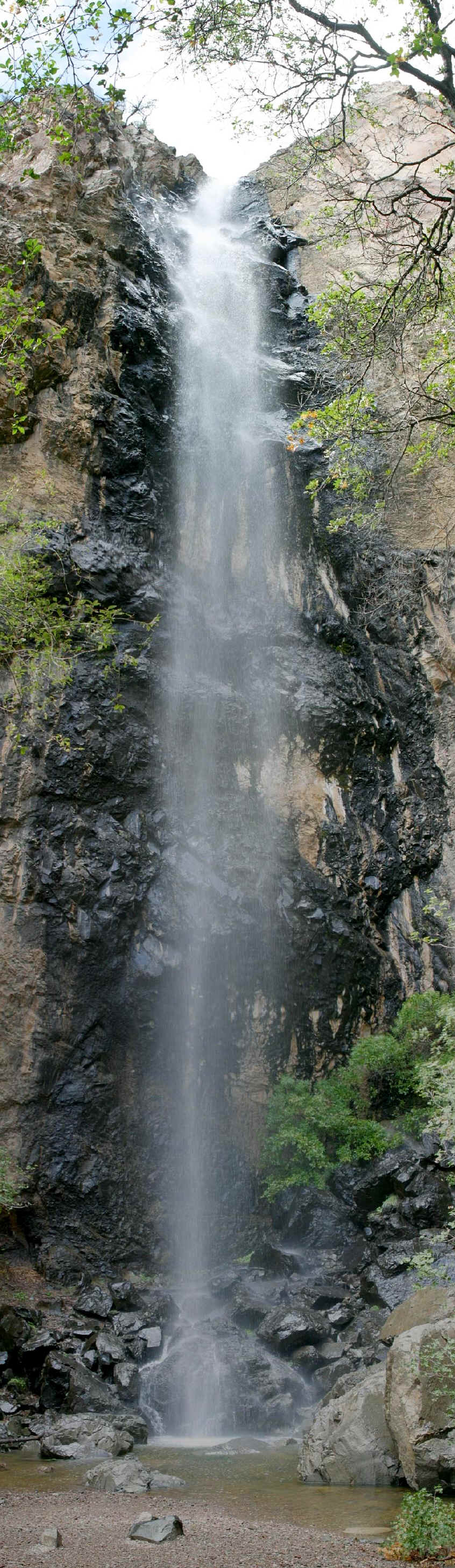
La chute Pine Canyon.
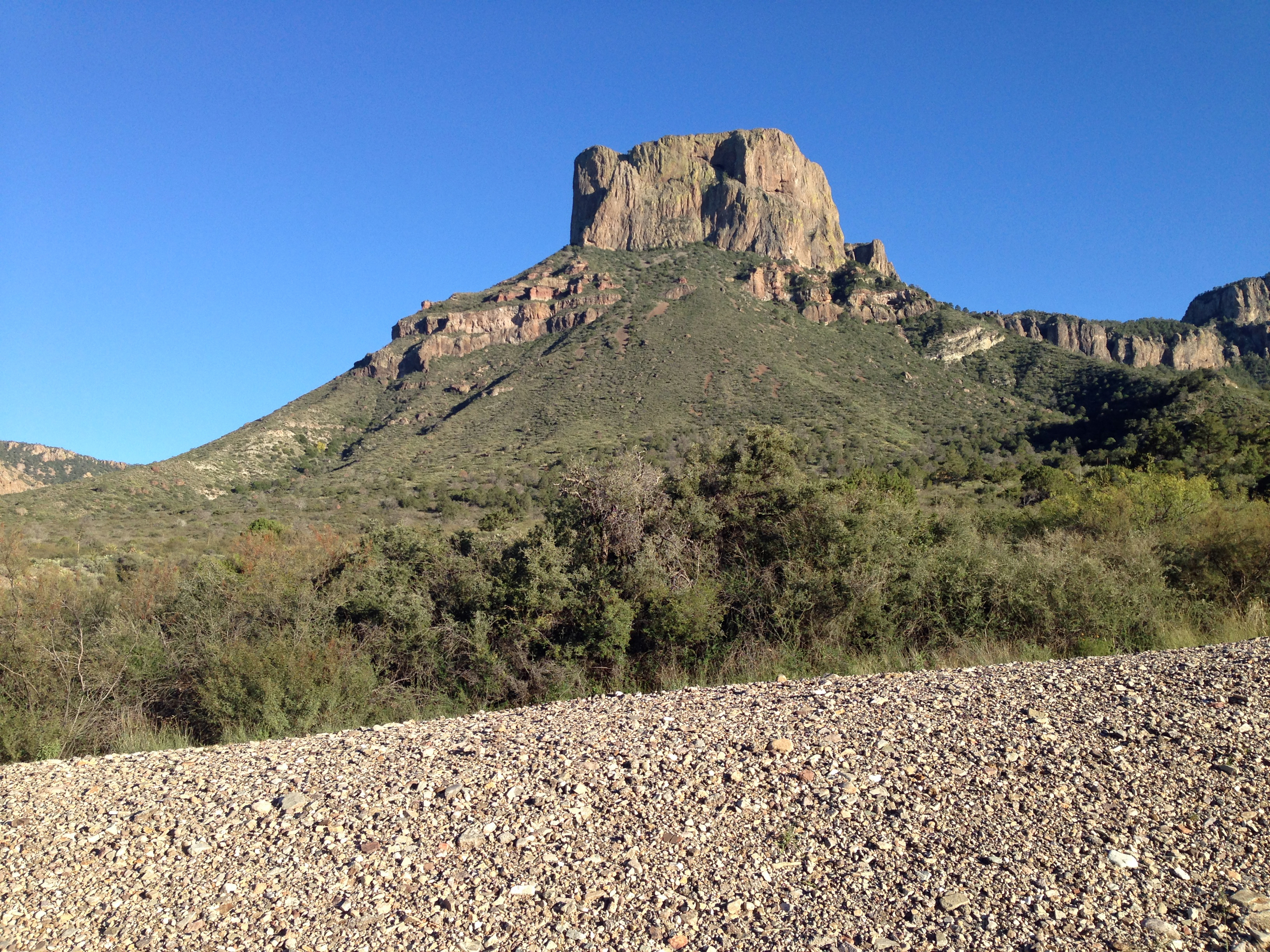
Le Pic Casa Grande.
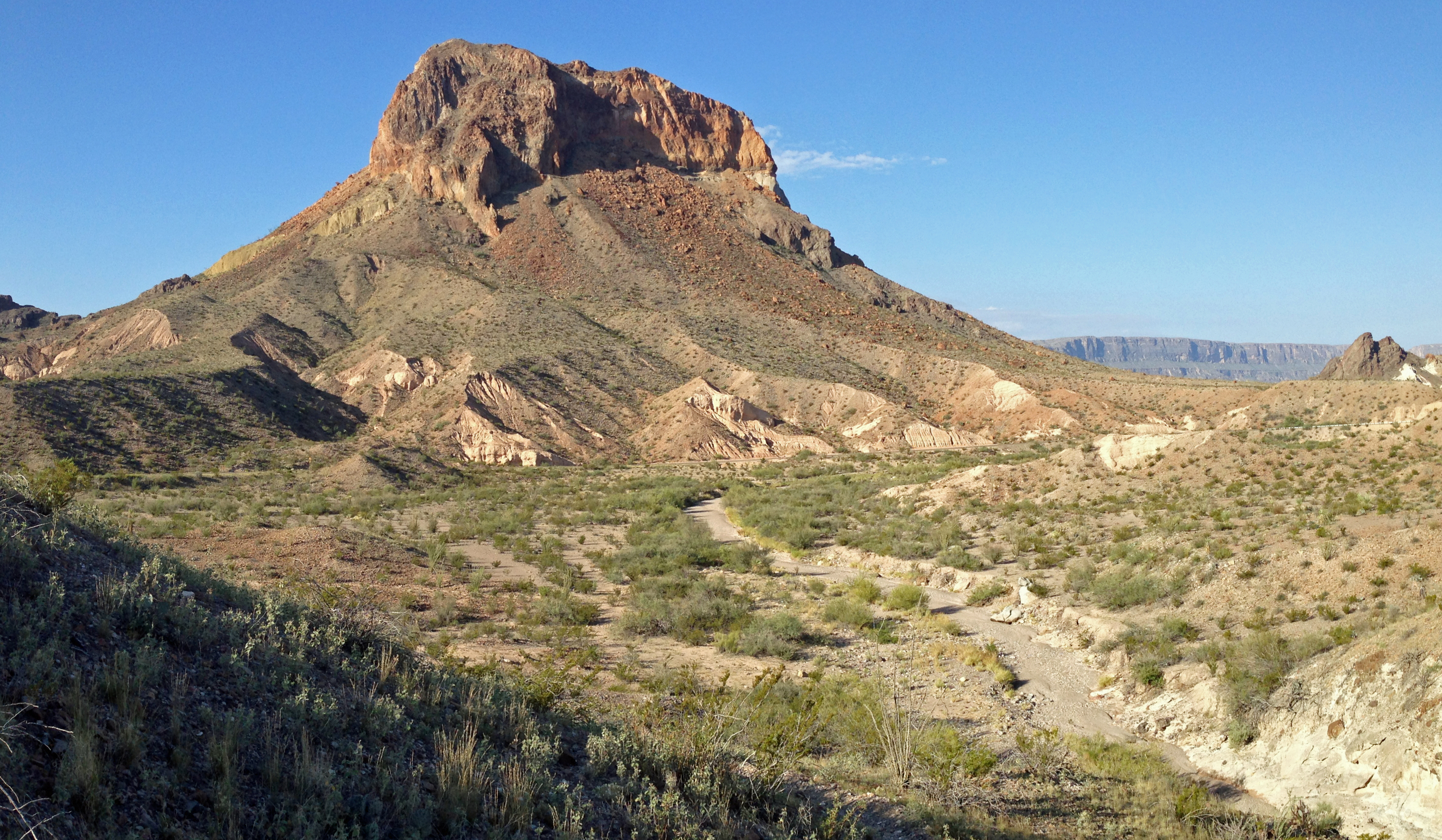
Vue du Cerro Castellan.
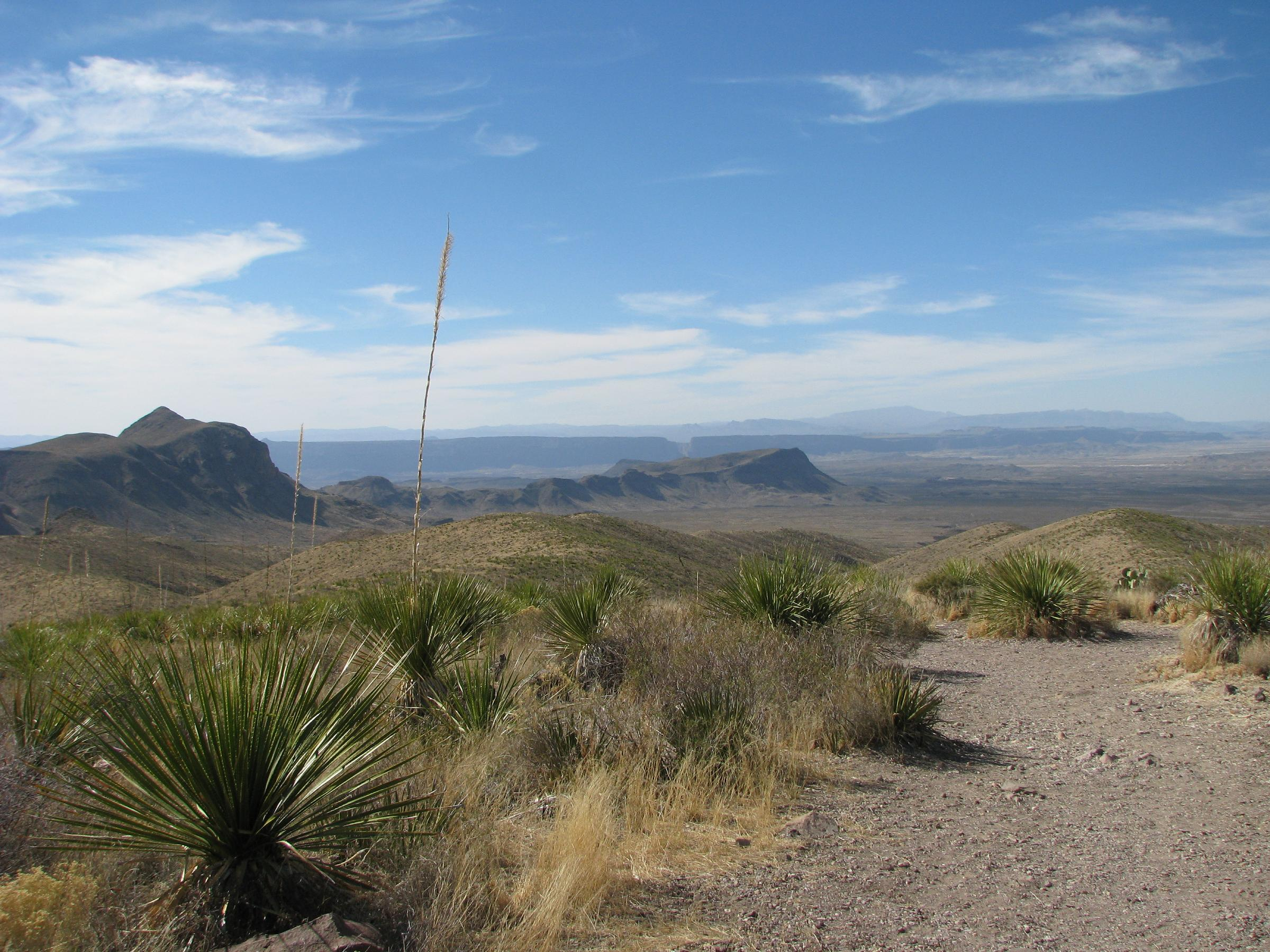
Vue depuis le Sotol Vista Overlook.

## Climat
La température est caractéristique des lieux désertiques avec 38 °C le jour et proche du zéro la nuit. Le vent peut souffler de façon régulière jusqu'à 80 km/h pendant plusieurs jours. Les précipitations sont très faibles avec 50 cm de pluie par an sur les hauteurs et avec moins de 25 cm de pluie par an dans le désert. Les plus fortes précipitations se cantonnent autour des monts Chisos à 2 300 m.

## Flore
Le parc abrite 1 200 espèces de plantes. La flore de montagne est constituée d'érable à sucre, de peuplier faux-tremble et de sapin de Douglas. Le désert est peuplé de 60 sortes de cactus, dont des ocotillos, des agaves et des yuccas.

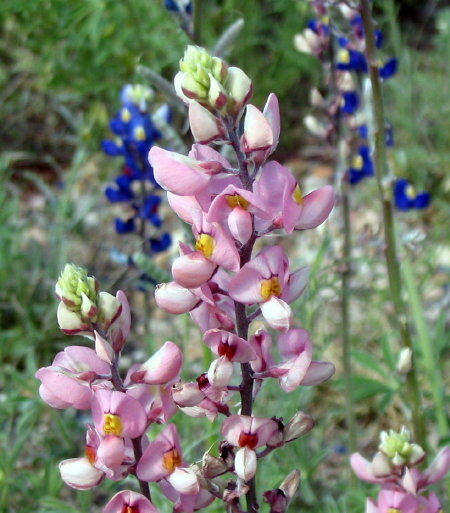
Bluebonnets.
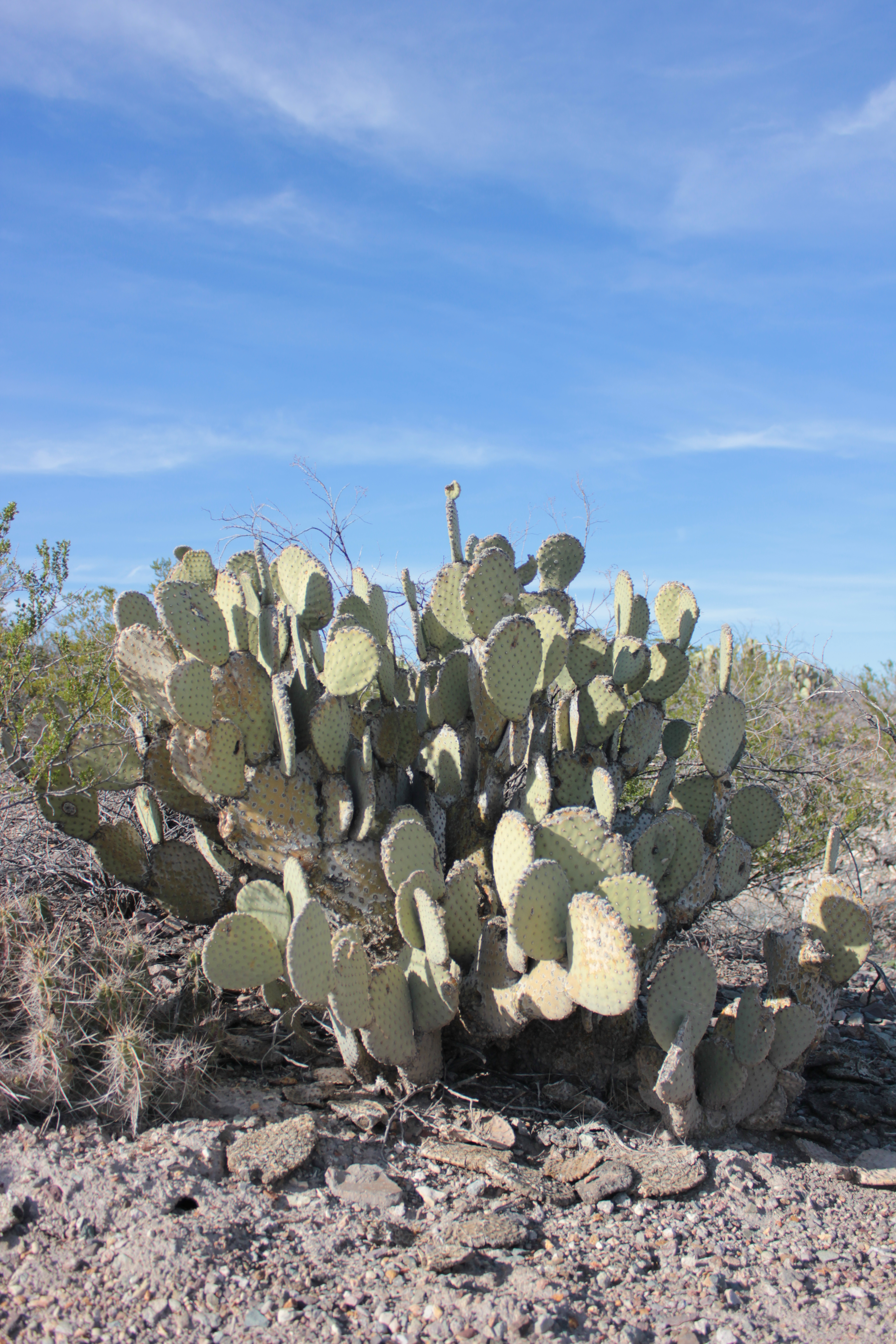
Opuntia.
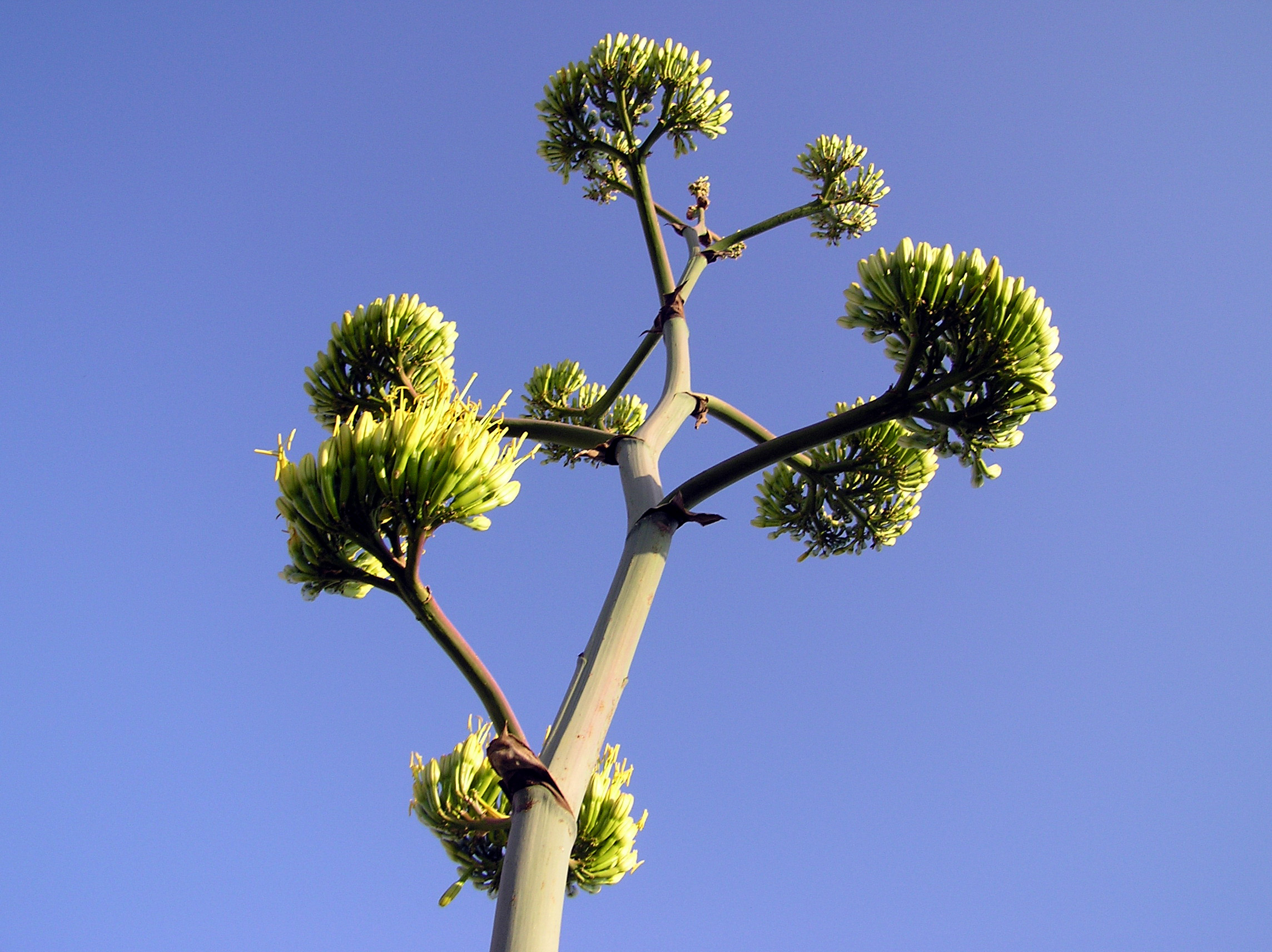
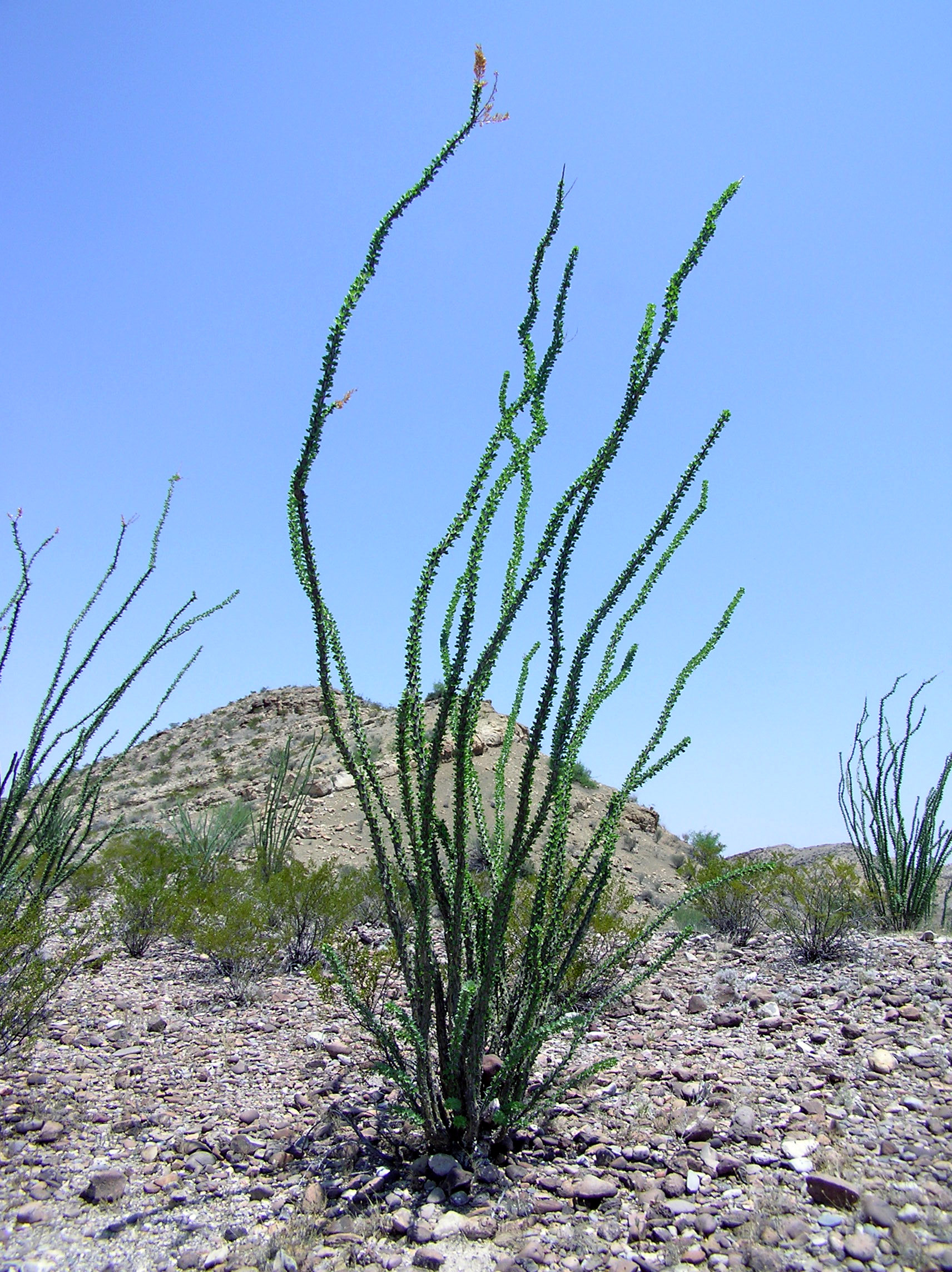
Ocotillo.
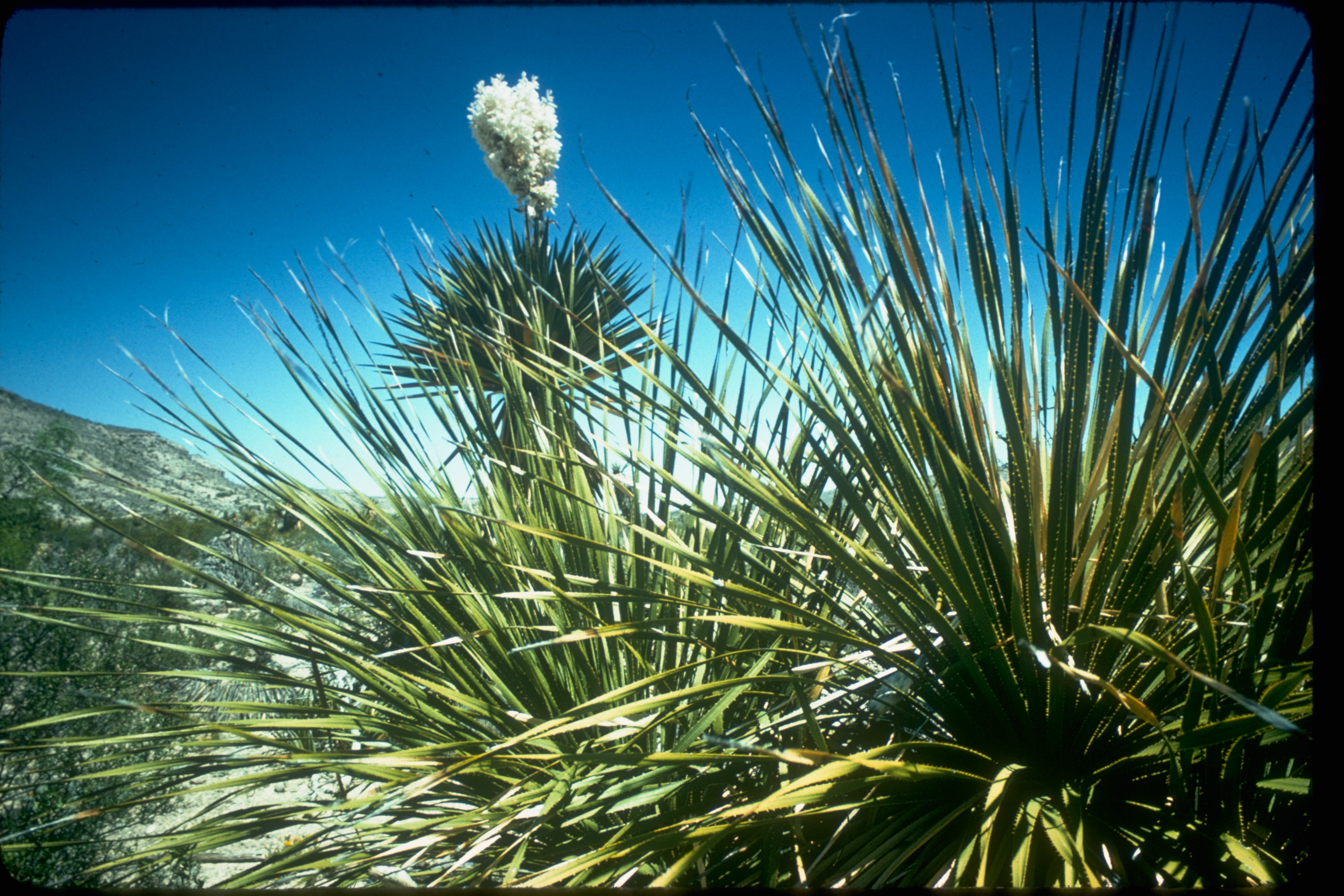
Yuccas.

## Faune
Elle comprend 450 espèces d'oiseaux, dont l'Aigle royal, le Grand Géocoucou, l'Urubu noir et l'Ibis blanc. On recense 75 sortes de mammifères, parmi lesquels des coyotes, 15 pumas, des renards gris, des pécaris à colliers, des antilopes pronghorn, des cerfs-mulets, des lièvres de Californie, des rats-kangourous et quelques ours noirs. 56 espèces de reptiles vivent dans le parc, dont 31 variétés de serpents et 22 de lézards. On y trouve notamment de nombreuses variétés de scorpions, de tarentules, de lézards, et 5 sortes de serpents venimeux (4 espèces de crotales et le mocassin).

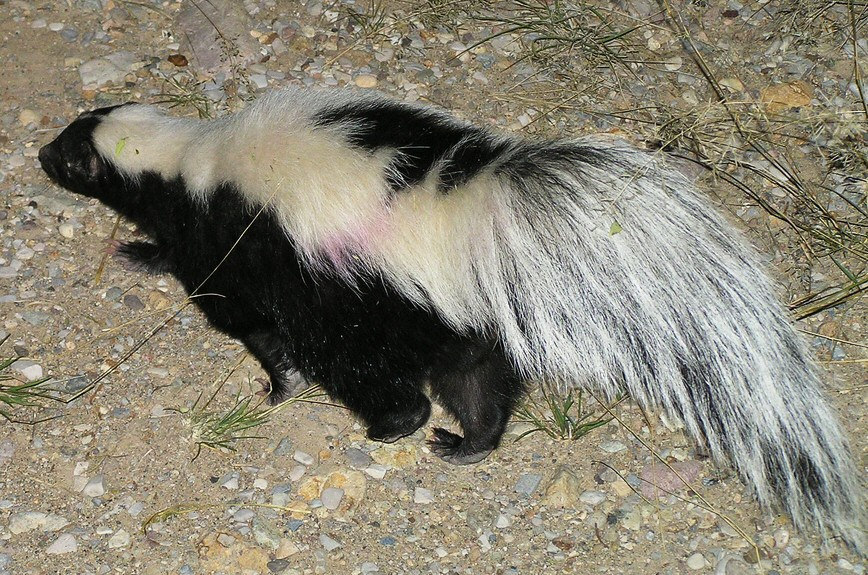
Mouffette rayée.
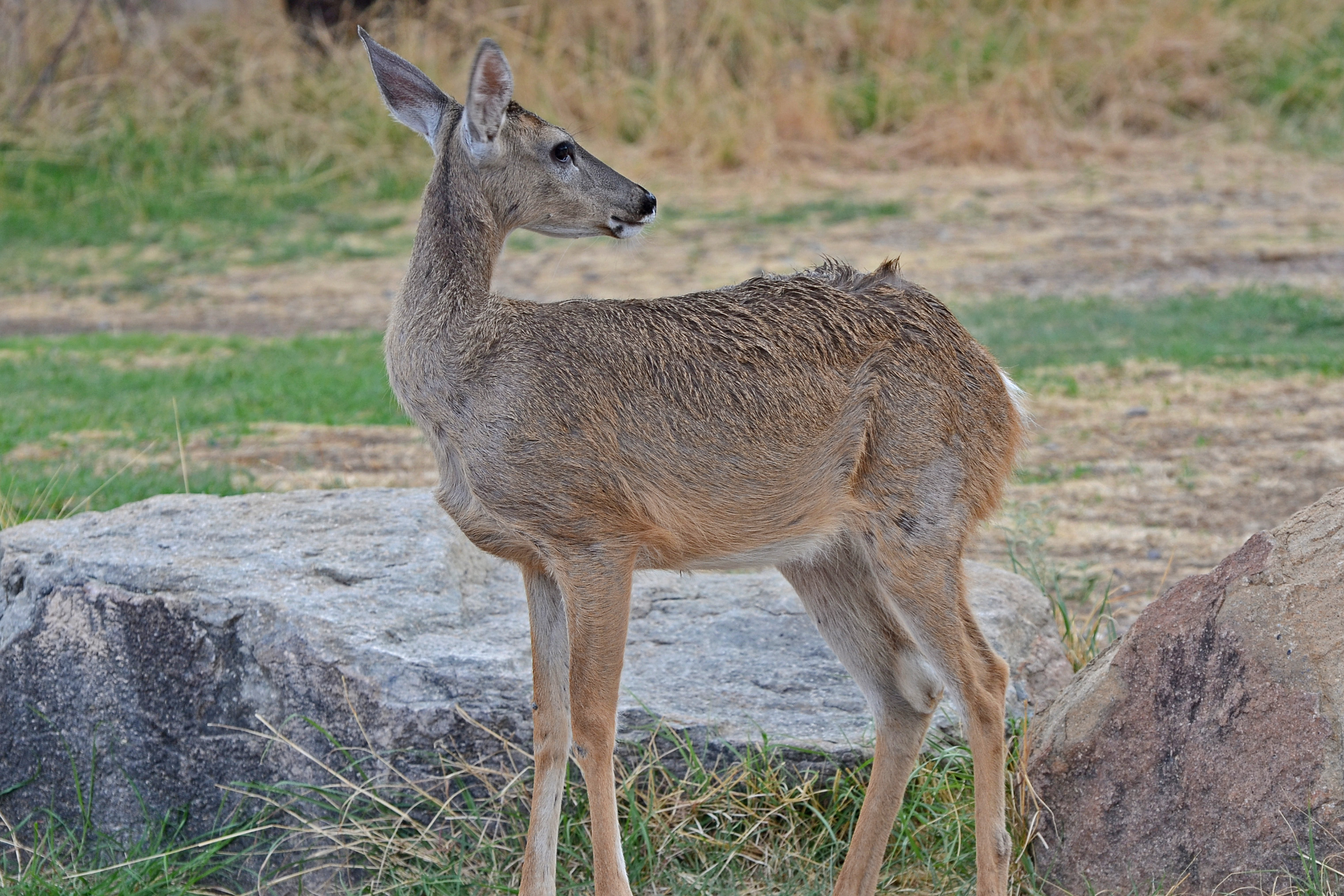
Cerf.
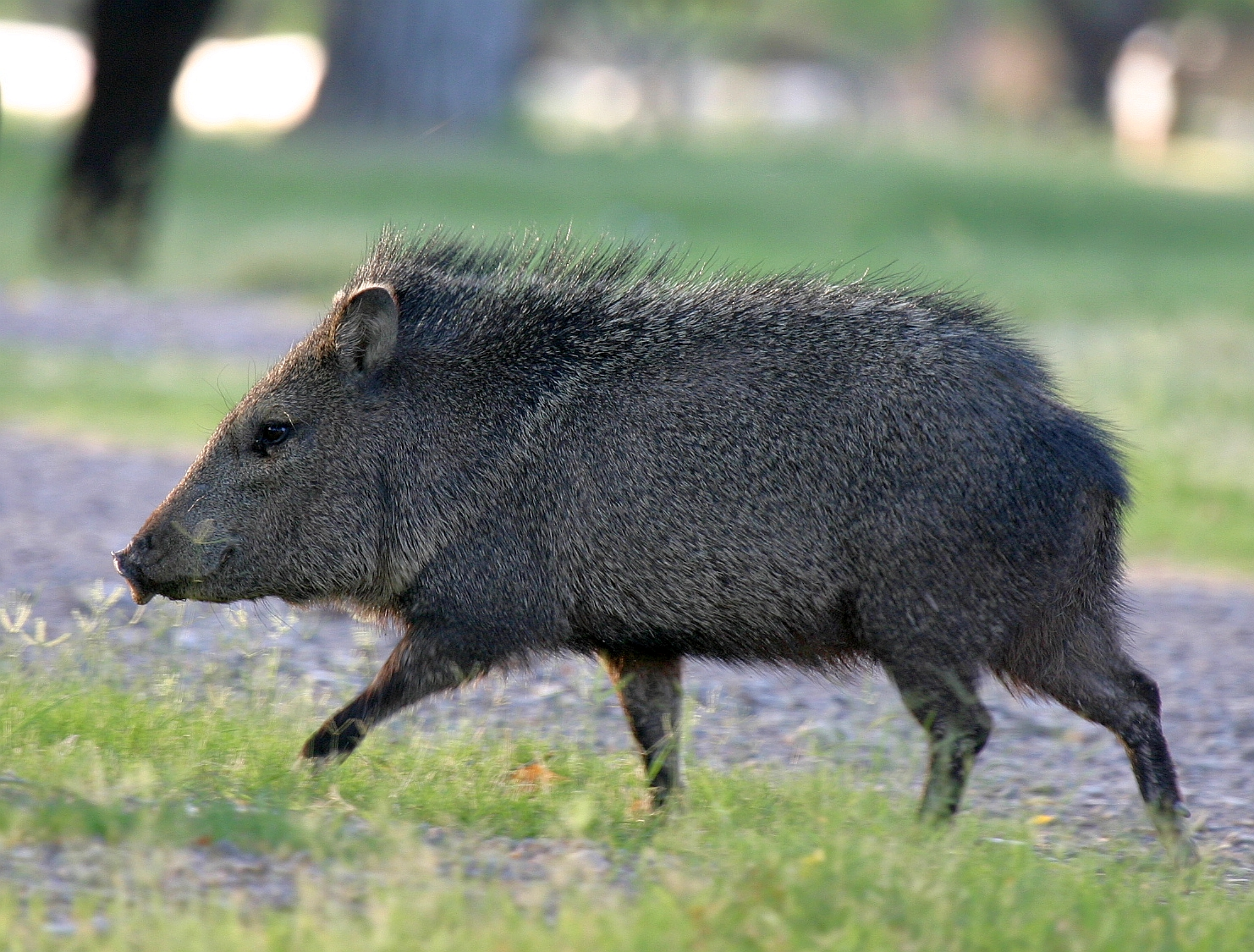
Pécari à collier.
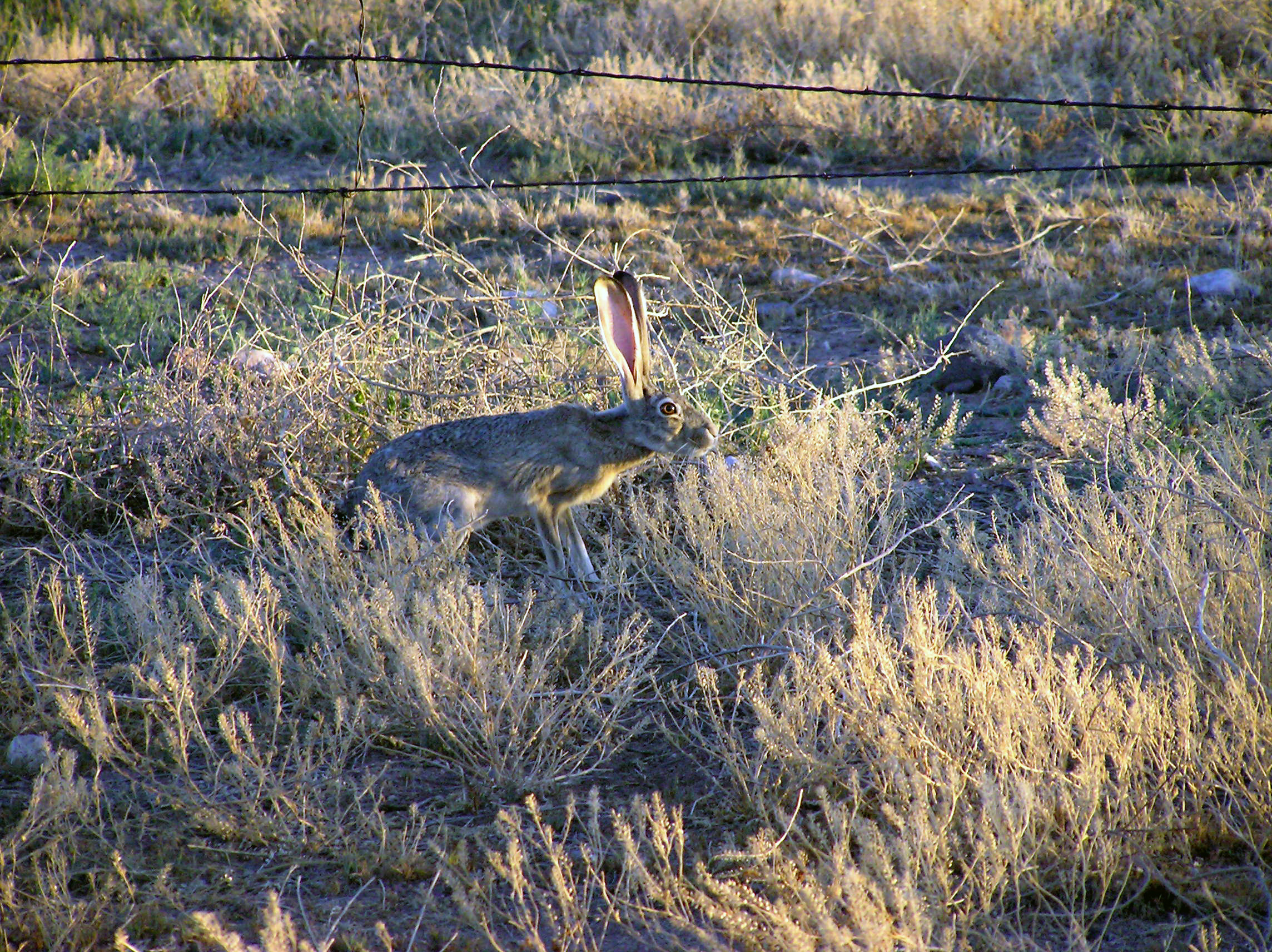
Lièvre de Californie.
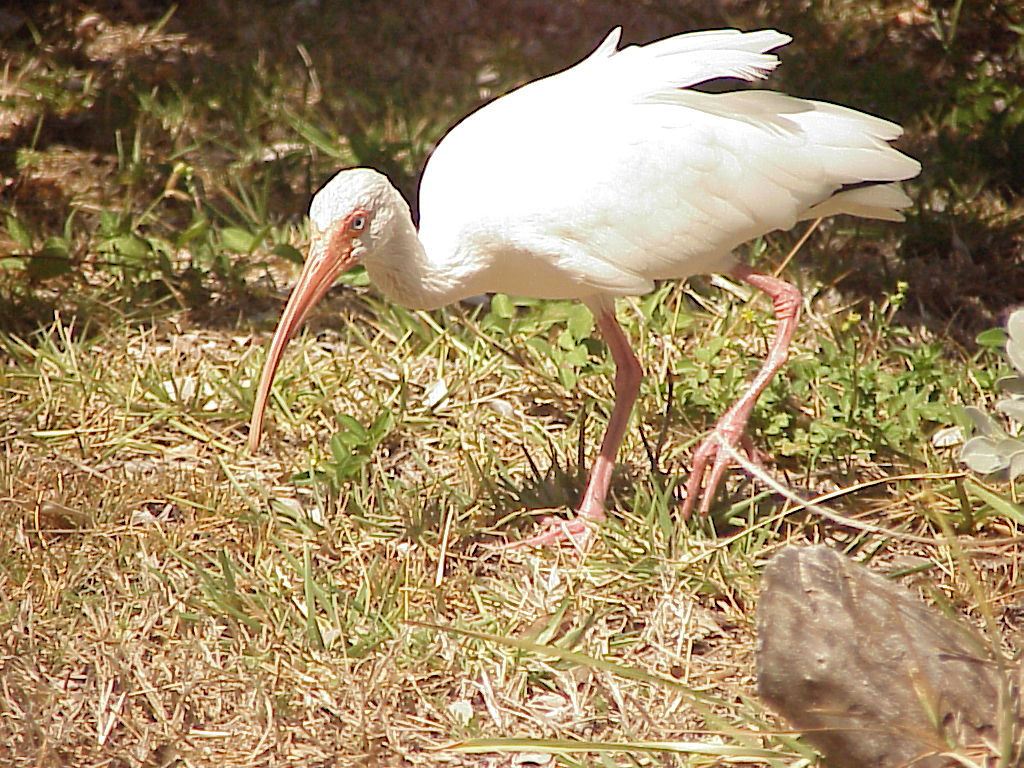
Ibis blanc.
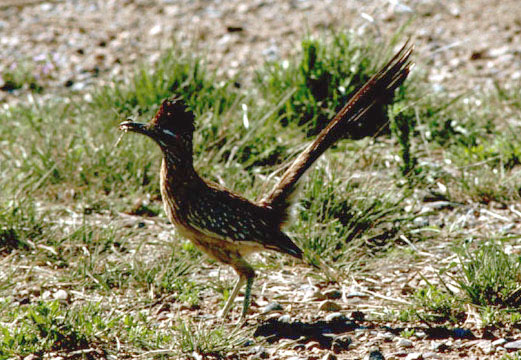
Grand géocoucou, ou Roadrunner.

## Tourisme
On trouve dans le parc plusieurs sentiers de randonnée plus ou moins longs, parmi lesquels le Chihuahuan Desert Nature Trail.

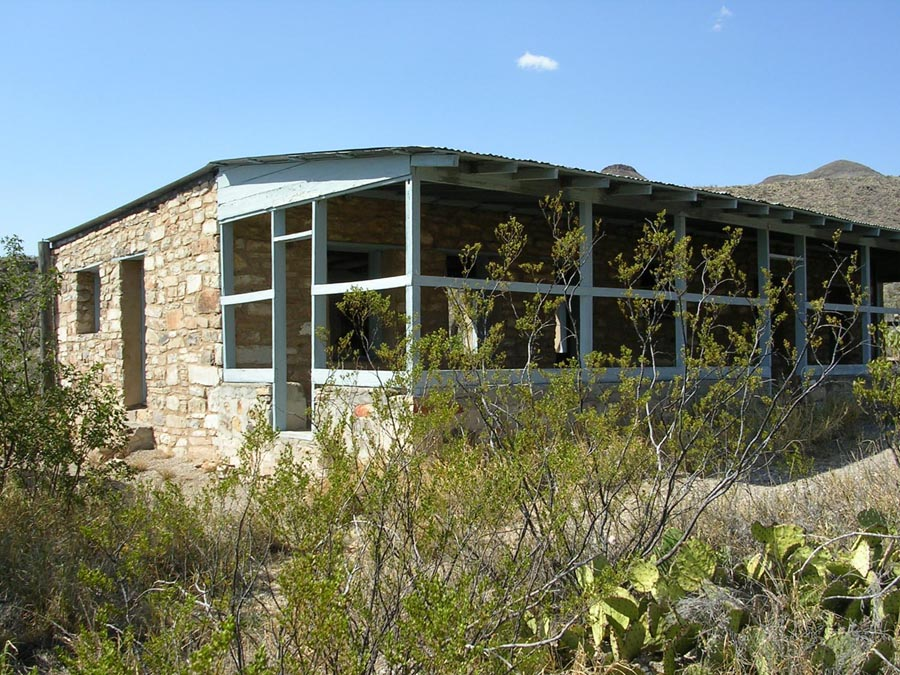
Le Homer Wilson Ranch.
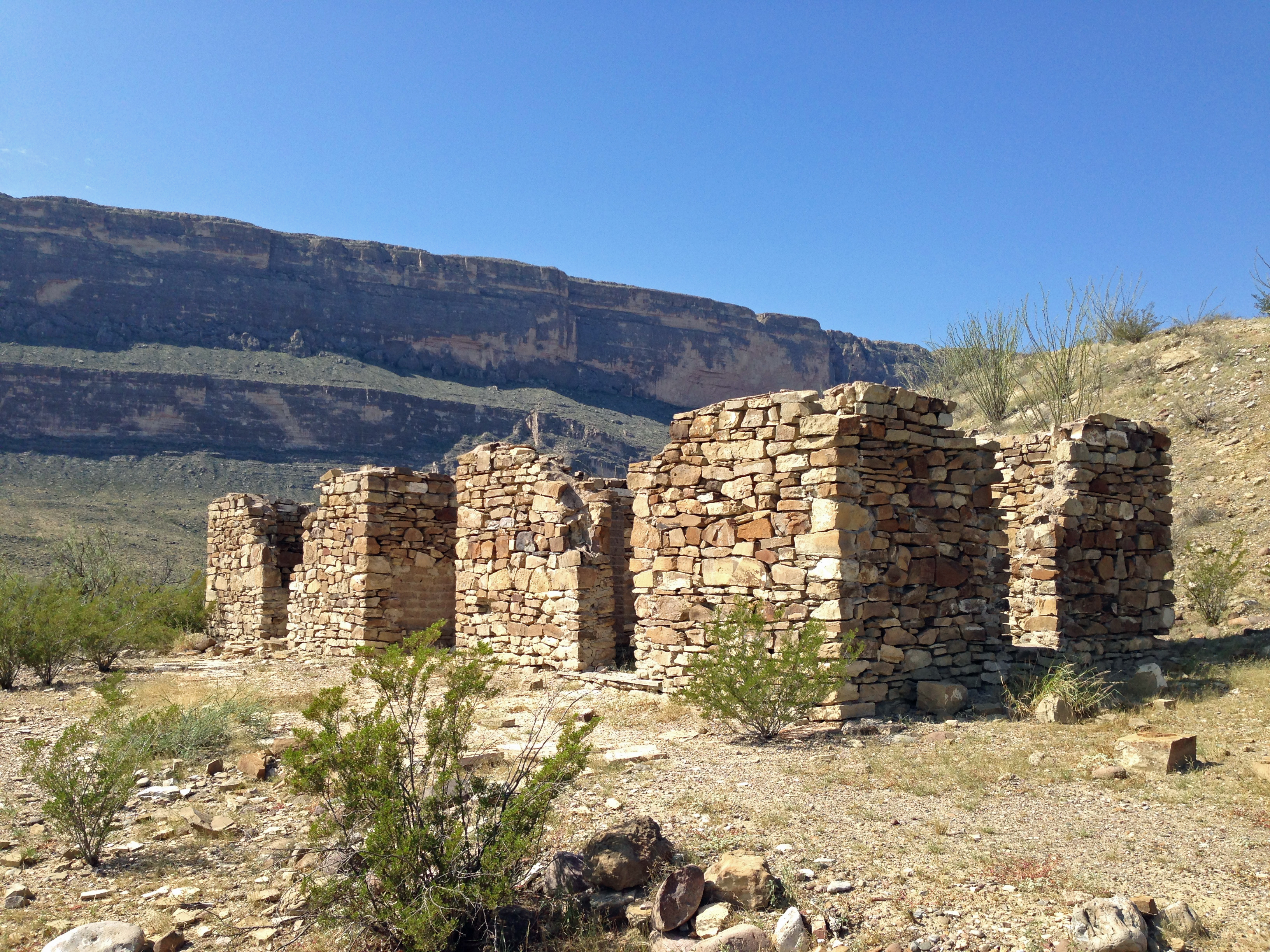
Ruines du Rancho Estelle.